# レッド・バスチェン
ローランド "レッド" バスチェン（Rolland "Red" Bastien、1931年1月27日 - 2012年8月11日）は、アメリカ合衆国のプロレスラー。ノースダコタ州ボティノ出身。
現役選手時代は技巧派のベビーフェイスとして実績を築き、引退後はプロレスラーのOB会 "Cauliflower Alley Club" の会長を長年に渡って務めた。

## 来歴
ハイスクール時代よりレスリングのトレーニングを開始し、サーカスに出場するカーニバル・レスラーを経て、朝鮮戦争従軍後にプロに転向。その特徴的な赤毛とアクロバティックな空中技を得意とすることから、"フライング" レッド・バスチェン（"Flying" Red Bastien）をリングネームに、1950年代はミネソタやイリノイなどの中西部を主戦場に活動した。
1960年、WWWFの前身であるNWAノースイースト地区のキャピトル・レスリング・コーポレーションにおいて、ルー・バスチェンことルー・クラインとの兄弟ギミックのタッグチーム、バスチェン・ブラザーズを結成。同じく兄弟ギミックのジェリーとエディのグラハム・ブラザーズやアル・コステロ&ロイ・ヘファーナンのファビュラス・カンガルーズを相手に、USタッグ王座を巡る抗争を展開した。
ルー・バスチェンとのコンビ解消後はサンフランシスコやカナダのバンクーバーなどの太平洋岸を経て、1967年にオーストラリア（ジム・バーネット主宰のワールド・チャンピオンシップ・レスリング）に進出。マリオ・ミラノをパートナーに、キラー・コワルスキー&スカル・マーフィーの凶悪コンビと世界タッグ王座を争った。翌1968年4月30日にはフロリダにてジョニー・バレンタインからNWAフロリダ・ヘビー級王座を奪取している。同年9月、日本プロレスに初来日。10月10日に福山にてバディ・モレノと組み、吉村道明&大木金太郎のアジアタッグ王座に挑戦した。
1970年代前半はバーン・ガニアのAWAを主戦場に、1971年5月15日、ヘラクレス・コルテス（コーテッツ）と組んでマッドドッグ・バション&ブッチャー・バションからAWA世界タッグ王座を奪取。同年7月23日にコルテスが自動車事故で死去してからは、8月よりクラッシャー・リソワスキーを新パートナーに防衛戦を続け、翌1972年1月20日にニック・ボックウィンクル&レイ・スティーブンスに敗れるまでタイトルを保持した。
その間の1971年9月、AWAとの提携ルートで国際プロレスに来日。9月13日に大阪府立体育館、9月20日に福岡市九電記念体育館にて、ストロング小林のIWA世界ヘビー級王座に連続挑戦している。タッグではビル・ハワードをパートナーに、シリーズ開幕戦の9月7日に大田区体育館にてサンダー杉山&ラッシャー木村を破り、空位となっていたIWA世界タッグ王座を獲得するなど外国人エースとして活躍した。
AWAを離れてからは、フリッツ・フォン・エリックが運営していたテキサス東部のダラス地区で活動し、1972年3月8日にホセ・ロザリオからNWAテキサス・ヘビー級王座を奪取。6月24日にスタン・スタージャックに敗れてタイトルを失うも、同地区ではビリー・レッド・ライオンとのタッグチーム、フライング・レッドヘッズ（The Flying Redheads）でも活躍した。
同年11月には国際プロレスに再来日し、11月7日に宮城県スポーツセンターにて小林のIWA世界ヘビー級王座に挑戦。11月29日には東京体育館にて豪州での盟友ミラノと組み、国際プロレスに友情参戦していたジャイアント馬場とタッグマッチで対戦した。1973年10月には国際プロレスへの3度目の来日を果たし、11月2日に前年と同じ宮城県スポーツセンターで小林に再挑戦。木村&グレート草津が新王者となっていたIWA世界タッグ王座にも、11月22日に福生にてワフー・マクダニエルと組んで挑戦した。
1975年1月には全日本プロレスに初参戦。全日本のリングでのタイトル挑戦機会はなかったものの、1976年2月5日にテキサス西部のアマリロにてロード・アル・ヘイズと組み、アメリカ遠征中だった馬場&ジャンボ鶴田のインターナショナル・タッグ王座に挑戦している。アマリロ地区では、当時ジャック・ブリスコやテリー・ファンクが保持していたNWA世界ヘビー級王座にも度々挑戦した。
1977年6月より、ロサンゼルス地区で覆面レスラーのテキサス・レッド（Texas Red）に変身。ヒールのポジションに回り、7月1日にマンド・ゲレロ、9月7日にチャボ・ゲレロを破り、NWAアメリカス・ヘビー級王座を2回獲得。12月にはザ・デストロイヤーとの覆面コンビで全日本プロレスの世界オープンタッグ選手権に出場した。WWFにもテキサス・レッドのギミックで登場し、1978年12月18日にニューヨークのマディソン・スクエア・ガーデンにてアントニオ猪木の世界マーシャルアーツ・ヘビー級王座に挑戦している。
現役引退後はカリフォルニアに居住して、トレーナーとしてシオネ・ヴァイラヒ、スティーブ・ボーデン、ジム・ヘルウィッグ、タイラー・メインらを指導。1980年代後半はWWFのロード・エージェントを担当していた。
1989年にはFMWの大仁田厚と共にWIN（レスリング・インターナショナル・ネットワーク）なるインディー団体の連合組織を結成。翌1990年1月7日、後楽園ホールにてFMWが開催した第1回総合格闘技オープントーナメントに立会人として来日した。ブッカーとしても、コナン・エル・バルバロなどをFMWに来日させている。
近年は2000年から2007年にかけて、プロレスラーのOB会 "Cauliflower Alley Club" の会長を務めていた。
2012年8月11日、81歳で死去。晩年はアルツハイマー病を患っていた。

## 得意技
- フライング・ヘッドシザーズ
  - 立っている相手に飛びついて両足で相手の頭を挟んだ後、上体を起こし両腕を広げて見得を切った。
- ドロップキック
- アトミック・ドロップ
- 足4の字固め

## 獲得タイトル
キャピトル・レスリング・コーポレーション
- NWA USタッグ王座（ノースイースト版）：3回（w / ルー・バスチェン（英語版））[5]

アメリカン・レスリング・アライアンス
- AWA世界タッグ王座（インディアナ版）：2回（w / ルー・バスチェン）

ワールド・チャンピオンシップ・レスリング（オーストラリア）
- IWA世界タッグ王座（オーストラリア版）：3回（w / マリオ・ミラノ）[6]

アメリカン・レスリング・アソシエーション
- AWA世界タッグ王座：1回（w / ヘラクレス・コルテス〜クラッシャー・リソワスキー）[9]

インターナショナル・レスリング・エンタープライズ
- IWA世界タッグ王座（国際プロレス版）：1回（w / ビル・ハワード）[11]

パシフィック・ノースウエスト・レスリング
- NWAパシフィック・ノースウエスト・タッグ王座：2回（w / アンドレ・ドラップ、ロイ・ヘファーナン）[22]

NWAオールスター・レスリング
- NWAカナディアン・タッグ王座（バンクーバー版）：1回（w / ジム・ヘイディ）

チャンピオンシップ・レスリング・フロム・フロリダ
- NWAフロリダ・ヘビー級王座：1回[7]
- NWA南部ヘビー級王座（フロリダ版）：1回

NWAビッグタイム・レスリング
- NWAテキサス・ヘビー級王座：2回[12]
- NWAテキサス・タッグ王座：2回（w / ビリー・レッド・ライオン、テキサス・マッケンジー）[23]

ワールド・レスリング・アソシエーション / NWAハリウッド・レスリング
- WWA USタッグ王座 : 1回（w / ベアキャット・ライト）[24]
- NWAアメリカス・ヘビー級王座：2回[18]
- NWAアメリカス・タッグ王座：1回（w / ビクター・リベラ）[25]